# 马拉特·萨芬
马拉特·米哈伊洛维奇·萨芬（俄语：Марат Михайлович Сафин，1980年1月27日—），俄羅斯前職業網球運動員，單打最高世界排名第一，兩座大滿貫得主，國際網球名人堂成員。
薩芬在球場上以激情燃烧的个性风格和火爆脾氣聞名，曾创下一年內摔壞87支球拍的金酸梅紀錄。他的亲生妹妹是俄羅斯女子職業網球運動員，他們是網球史上首對都曾排名高居世界第一的兄妹組合。
萨芬于1997年轉為職業網球運動員，後在2000年美國網球公開賽擊敗皮特·桑普拉斯，獲得首座大滿貫男單冠軍，而且很快登上世界第一宝座，但由於受傷與球場外過多的社交活動影響，世界排名曾下滑至86位。时至2005年澳洲網球公開賽重返巔峰，尤其半决赛中近乎奇迹般击败鼎盛时期的费德勒并由此二度封王大滿貫男單冠軍。2009年宣布退役，后在2011至2017年期間擔任俄罗斯國家杜馬议员。

## 家庭和個人生活
萨芬出生在前蘇聯莫斯科的韃靼家庭，父親為米哈伊爾·阿列克謝·萨芬（Mikhail Alexeivich Safin）、母親為勞薩·伊雷諾娃（Rauza Islanova），他能說英語、俄語、西班牙語與韃靼語，他的雙親是前網球運動員與教練，他的妹妹是迪娜拉·萨芬娜是一位網球運動員與2008年北京奧運會銀牌得主，萨芬的父親在莫斯科當地經營斯巴達克網球俱樂部，他年少時曾在那裡訓練，另外也有幾位著名網球運動員如安娜·庫妮可娃、耶莲娜·德门蒂耶娃與阿娜斯塔西亞·米斯基娜也曾在那裡訓練。
14歲，萨芬到瓦倫西亞接受比俄羅斯更為完善的網球課程，萨芬在那裡的紅土球場接受訓練後，球技不但有所成長，也對膝蓋有良好的效果。
萨芬曾在今日美國接受訪問，坦承他是一位穆斯林，他聲稱：「我是一位俄羅斯人，但我是一位百分之百的穆斯林。所有的穆斯林都具有熱情、倔強，我們還擁有熱血。」

## 網球生涯

### 早年：成名之路

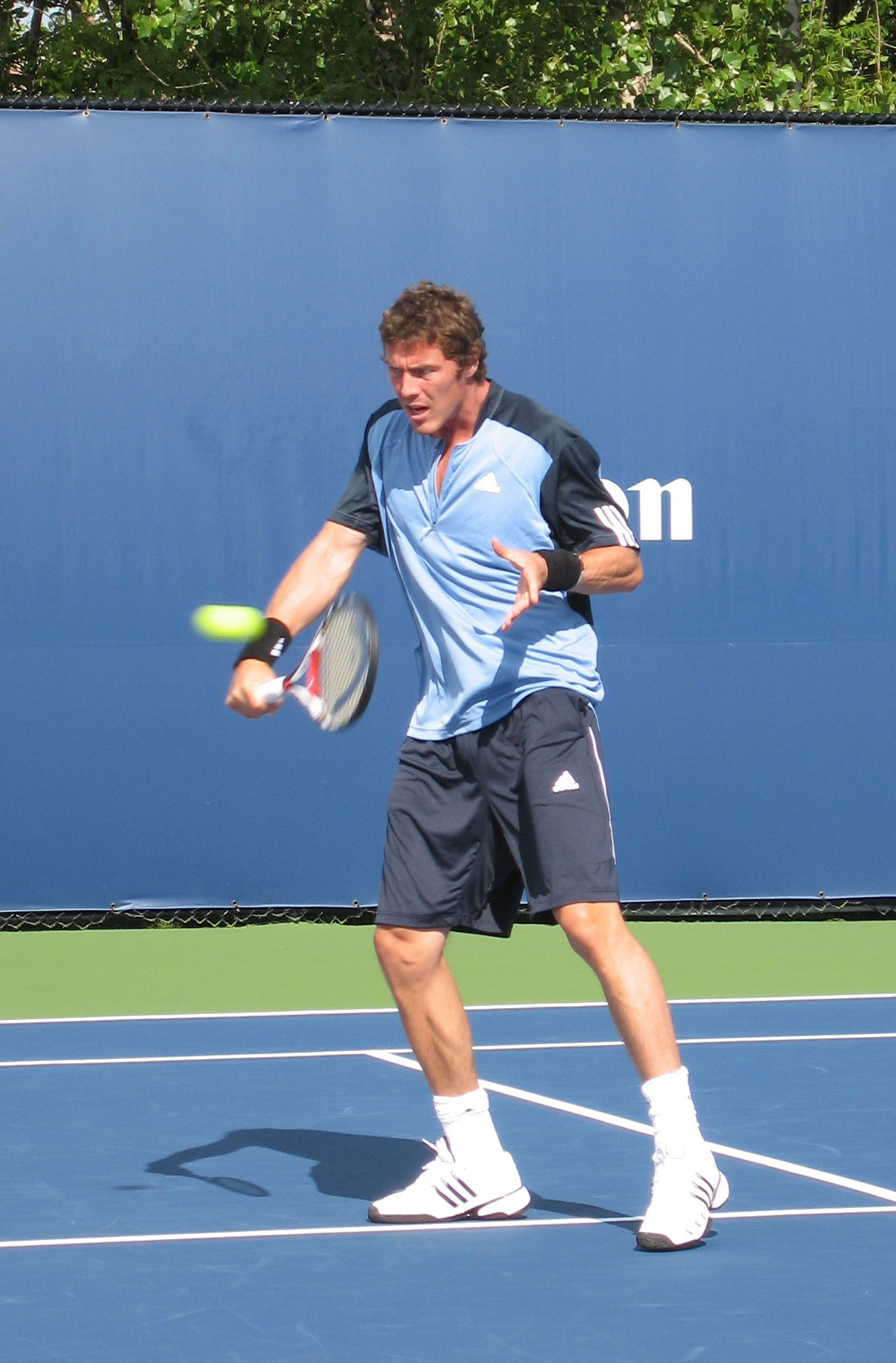
2008年的萨芬

1997年，薩芬轉為職業網球運動員。1998年法国网球公开赛，當時他是一位籍籍無名的少年，從资格赛出線，並接連淘汰美國名將阿加西和去屆冠軍巴西的库尔滕進入了第四輪，並能發出時速216公里的高速發球，這名少年正是萨芬。自此沙芬就成了世界網壇其中一位天才新星。
1999年，19歲的沙芬在波士頓舉起第一個ATP單打冠軍，在年底的巴黎大師賽闖入決賽以四盤比分7–61、6–2、4–6、6–4敗給重返巔峰的美國天王阿加西。

### 2000年：美網封王與成為世界第一
2000年為薩芬一飛衝天的一年，不但拿下多座ATP巡迴賽冠軍，更在美網，首次闖入大滿貫男單決賽後，並且以直落三盤擊敗90年代網壇天王皮特·桑普拉斯，奪下首座大滿貫男單錦標與成為首位俄羅斯籍的美網冠軍，之後在年底的巴黎大師賽奪得冠軍後，登上世界第一。

### 2001年–2004年
薩芬從2001年溫布頓到2002年法網，達成四大滿貫連續進入八強的成就，也在2002年澳網首度闖入決賽，不過卻敗於瑞典選手托马斯·约翰松。
2003年，薩芬受到傷勢影響之下，整個賽季高掛免戰牌，而使排名滑落至86位。
2004年，薩芬在澳網第二度闖入決賽，他在晉級過程中，在八強與四強比賽中，分別大戰五盤擊敗安迪·羅迪克與上屆冠軍阿加西，但在決賽以63–7、4–6、2–6直落三盤敗給羅傑·費德勒，之後在美網後的硬地比賽，獲得中網、馬德里大師賽和巴黎大師賽三項比賽冠軍。

### 2005年：澳網封王
2005年，薩芬在2005年澳網第三度闖入決賽，他在晉級過程中，在四強比賽中，以5–7、6–4、5–7、7–66、9–7逆轉擊敗上屆冠軍與世界第一羅傑·費德勒，之後在決賽，以1–6、6–3、6–4、6–4逆轉擊敗地主選手萊頓·休伊特，奪得第二座大滿貫單打冠軍。
薩芬在溫布頓前的熱身賽，哈雷網球公開賽首度闖入決賽，但是以4–6、7–64、6–4敗給費德勒。之後的賽季，薩芬由於在紅土賽季中膝蓋受傷，所以只在夏天的辛辛那提出賽，在八強敗給羅比·吉內普里，他在之後的網球球季，傷勢從未完全恢復。

### 2006年
薩芬受到嚴重的膝傷困擾之下，選擇避戰2005年美網、2005年網球大師盃與2006年澳網，之後只參加印第安威爾斯、邁阿密、蒙地卡羅、羅馬、漢堡等ATP大師賽。
8月17日，薩芬的世界排名已下滑至104位。
美網，薩芬在第二輪以6–3、7–5、2–6、3–6、7–66擊敗當時世界排名第四阿根廷選手大卫·纳尔班迪安，不過在第四輪6–4、3–6、6–2、2–6、65–7敗給德國選手托米·哈斯。
台維斯盃準決賽，薩芬幫助俄羅斯以3–2擊敗美國，進入台維斯盃決賽。
10月，薩芬在克林姆林宮盃進入決賽，不過以4–6、7–5、4–6輸給同胞尼古萊·達維登科。
台維斯盃決賽，薩芬在第五場比賽，以6–3、3–6、6–3、7–65擊敗何塞·阿卡蘇索，幫助俄羅斯奪得冠軍。

### 2007年
澳網，薩芬進入第三輪後，進行三小時激烈比賽後，以62–7、6–2、4–6、62–7敗給羅迪克。
4月，薩芬在台維斯盃八強賽，以直落盤數擊敗保羅-亨利·馬蒂厄，幫助俄羅斯進入四強。
溫布頓，薩芬在第三輪輸給四屆冠軍費德勒。
克林姆林宮盃，薩芬奪得雙打賽事冠軍，這是他在2005年澳網後，所獲得的第一個ATP比賽冠軍。

### 2008年
澳網，薩芬在第二輪以6–4、6–4、2–6、3–6、6–2敗給馬科斯·巴格達蒂斯
法網，薩芬在第二輪以6–7、2–6、2–6直落三盤敗給達維登科。
溫布頓，薩芬當時排名為75，他一路上擊敗包括諾瓦克·喬科維奇等多位選手，進入四強，雖然以3–6、63–7、6–4直落三盤敗給五屆冠軍費德勒，不過宣告完成四大滿貫都能進入四強的成就。
美網，薩芬在第二輪以6–4、6–7、4–6、0–6輸給西班牙球員托米·羅布雷多。

### 2009年
澳網，薩芬在第三輪以3–6、2–6、65–7輸給三屆冠軍費德勒。
法網，薩芬在第二輪以62–7、64–7、6–4、6–3、8–10輸給法國球員喬塞蘭·歐安納。
溫布頓，薩芬在第一輪以2–6、6–3、64–7、4–6輸給傑西·萊文。
美網，薩芬在第一輪以6–1、4–6、3–6、4–6輸給奧地利選手于爾根·梅爾策。

### 退役
2009年巴黎大師賽，薩芬先前曾宣布，打完這項賽事後，便要掛拍退役，他被2009年美網冠軍胡安·馬丁·德爾波特羅以4–6、7–5、4–6所擊敗，賽後主辦單位為他舉行特別的退役典禮，一些著名網球運動員，如：諾瓦克·喬科維奇、吉爾·西蒙、托米·羅布雷多等網球運動員，參與並見證他的退役典禮。

### 退役後的生活
薩芬退役後，成為俄羅網球協會與俄羅斯奧運協會的會員，在2011年，他也曾參加ATP元老賽。
2011年12月，薩芬計劃參政，並且順利當選，成為統一俄羅斯黨的議員之一。

## 個人行為
薩芬曾在比賽中大發脾氣，甚至摔壞球拍，薩芬被估計在1999年摔壞48支球拍。2011年，薩芬宣稱在他的生涯總共摔壞1055支球拍
薩芬個人性格與著名足球員相似；這亦令他受到批評的其中一個原因。 

## 技術分析

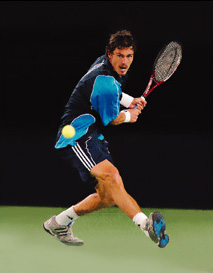
萨芬的反拍

薩芬曾在1990年代與2000年代被評價為是一位具有才能與天賦的網球運動員，與生俱來的才華與深具個人色彩的性格，在他的網球生涯中寫下耀眼的一頁。他擁有強力發球和大力的抽球，他的反拍是他主要的武器，為著名的底線攻擊型選手，贝克尔曾評價：「我從沒看過有人擊球能像他如此深遠，而且他的上網也具有一定的壓制能力，不過缺乏專注卻是他最大的弱點。」。

## 大满贯

### 男單冠軍（2）
| 年份 | 比賽       | 場地 | 決賽對手 | 對手國籍 | 勝方比分           |
| ---- | ---------- | ---- | -------- | -------- | ------------------ |
| 2000 | 美國公開賽 | 硬地 | 山普拉斯 | 美國     | 6–4、6–3、6–3      |
| 2005 | 澳洲公開賽 | 硬地 | 休伊特   | 澳大利亚 | 1–6、6–3、6–4、6–4 |

### 男單亞軍（2）
| 年份 | 比賽           | 場地 | 決賽對手      | 對手國籍 | 勝方比分            |
| ---- | -------------- | ---- | ------------- | -------- | ------------------- |
| 2002 | 澳洲公開賽     | 硬地 | 托马斯·约翰松 | 瑞典     | 3–6、6–4、6–4、7–64 |
| 2004 | 澳洲公開賽 (2) | 硬地 | 費德勒        | 瑞士     | 7–63、6–4、6–2      |

## ATP巡迴賽

### 單打

#### 冠軍（15）
| 賽事系列                                       |
| 大滿貫賽事（2次冠軍）                          |
| ATP年終賽（大師盃）/ 世界巡迴總決賽（0次冠軍） |
| ATP大師系列賽/ 世界巡迴大師賽 1000（5次冠軍）  |
| ATP黃金國際巡迴賽 / 世界巡迴賽 500（2次冠軍）  |
| ATP國際巡迴賽 / 世界巡迴賽 250（6次冠軍）      |

| 按場地計算    |
| 硬地（10）    |
| 紅土（2）     |
| 草地（0）     |
| 室內地毯（3） |

| 依室內外分類 |
| 室外（9）    |
| 室內（6）    |

| 次數 | 日期           | 賽事                            | 場地     | 決賽對手              | 勝方比分                  |
| ---- | -------------- | ------------------------------- | -------- | --------------------- | ------------------------- |
| 1.   | 1999年8月23日  | 美國波士頓 （前美國職業錦標賽） | 硬地     | 格雷格·魯塞德斯基     | 6–4、7–611                |
| 2.   | 2000年4月24日  | 西班牙巴塞隆納                  | 紅土     | 胡安·卡洛斯·费雷罗    | 6–3、6–3、6–4             |
| 3.   | 2000年5月1日   | 西班牙馬略卡                    | 紅土     | 米克爾·提爾斯特倫     | 6–4、6–3                  |
| 4.   | 2000年7月31日  | 加拿大多倫多                    | 硬地     | 哈雷爾·萊維           | 6–2、6–3                  |
| 5.   | 2000年8月28日  | 美國紐約                        | 硬地     | 皮特·桑普拉斯         | 6–4、6–3、6–3             |
| 6.   | 2000年9月11日  | 烏茲別克塔什干                  | 硬地     | 戴維德·桑吉內蒂       | 6–3、6–4                  |
| 7.   | 2000年11月6日  | 俄羅斯聖彼得堡                  | 室內硬地 | 多米尼克·赫巴蒂       | 2–6、6–4、6–4             |
| 8.   | 2000年11月13日 | 法國巴黎                        | 室內地毯 | 馬克·菲利浦西斯       | 3–6、7–67、6–4、3–6、7–68 |
| 9.   | 2001年9月10日  | 烏茲別克塔什干 (2)              | 硬地     | 耶夫格尼·卡费尔尼科夫 | 6–2、6–2                  |
| 10.  | 2001年10月22日 | 俄羅斯聖彼得堡                  | 室內硬地 | 萊納·舒特勒           | 3–6、6–3、6–3             |
| 11.  | 2002年10月28日 | 法國巴黎                        | 室內地毯 | 萊頓·休伊特           | 7–64、6–0、6–4            |
| 12.  | 2004年9月13日  | 中國北京                        | 硬地     | 米哈伊爾·尤日尼       | 7–64、7–5                 |
| 13.  | 2004年10月18日 | 西班牙馬德里                    | 室內硬地 | 大衛·納爾班迪安       | 6–2、6–4、6–3             |
| 14.  | 2004年11月1日  | 法國巴黎 (2)                    | 室內地毯 | 拉德克·斯泰潘內克     | 6–3、7–65、6–3            |
| 15.  | 2005月01月17日 | 澳洲墨爾本                      | 硬地     | 萊頓·休伊特           | 1–6、6–3、6–4、6–4        |

#### 亞軍（12）
| 賽事系列                                       |
| 大滿貫賽事（2次亞軍）                          |
| ATP年終賽（大師盃）/ 世界巡迴總決賽（0次亞軍） |
| ATP大師系列賽/ 世界巡迴大師賽 1000（3次亞軍）  |
| ATP黃金國際巡迴賽 / 世界巡迴賽 500（3次亞軍）  |
| ATP國際巡迴賽 / 世界巡迴賽 250（4次亞軍）      |

| 依場地分類    |
| 硬地（6）     |
| 紅土（4）     |
| 草地（1）     |
| 室內地毯（1） |

| 依室內外分類 |
| 室外（9）    |
| 室內（3）    |

| 次數 | 日期          | 賽事               | 場地     | 決賽對手             | 勝方比分                 |
| ---- | ------------- | ------------------ | -------- | -------------------- | ------------------------ |
| 1.   | 1999年11月7日 | 法國巴黎           | 地毯     | 安德烈·阿加西        | 7–61、6–2、4–6、6–4      |
| 2.   | 2000年5月21日 | 德國漢堡           | 紅土     | 古斯塔沃·庫爾滕      | 6–4、5–7、6–4、5–7、7–63 |
| 3.   | 2000年8月20日 | 美國印第安納波利斯 | 硬地     | 古斯塔沃·庫爾滕      | 3–6、7–62、7–62          |
| 4.   | 2001年2月4日  | 阿聯杜拜           | 硬地     | 胡安·卡洛斯·費雷羅   | 6–2、6–3                 |
| 5.   | 2002年1月27日 | 澳洲墨爾本         | 硬地     | 托马斯·约翰松        | 3–6、6–4、6–4、7–64      |
| 6.   | 2002年5月19日 | 德國漢堡           | 紅土     | 羅傑·费德勒          | 6–1、6–3、6–4            |
| 7.   | 2003年4月27日 | 西班牙巴塞隆納     | 紅土     | 卡洛斯·莫亚          | 5–7、6–2、6–2、3–0 退賽  |
| 8.   | 2004年2月1日  | 澳洲墨爾本         | 硬地     | 羅傑·费德勒          | 7–6、6–4、6–2            |
| 9.   | 2004年4月18日 | 葡萄牙埃斯托里爾   | 紅土     | 胡安·伊格納西奧·切拉 | 63–7、6–3、6–3           |
| 10.  | 2005年6月12日 | 德國哈雷           | 草地     | 羅傑·费德勒          | 6–4、66–7、6–4           |
| 11.  | 2006年10月9日 | 俄羅斯莫斯科       | 室內硬地 | 尼古萊·達維登科      | 6–4、5–7、6–4            |
| 12.  | 2008年10月4日 | 俄羅斯莫斯科       | 室內硬地 | 伊戈爾·昆尼辛        | 7–66、64–7、6–3          |

### 雙打

#### 冠軍（2）
| 次數 | 日期 | 賽事         | 場地 | 搭擋                | 決賽對手                    | 勝方比分  |
| ---- | ---- | ------------ | ---- | ------------------- | --------------------------- | --------- |
| 1.   | 2001 | 瑞士加斯塔德 | 紅土 | 羅傑·费德勒         | 麥克·希爾 傑夫·塔蘭格       | 0–1、退賽 |
| 2.   | 2007 | 俄羅斯莫斯科 | 地毯 | 德米特里·圖爾蘇諾夫 | 托馬斯·茨布勒 洛夫羅·佐夫科 | 6–4、6–2  |

#### 亞軍（4）
| 次數 | 日期 | 賽事           | 場地     | 搭擋              | 決賽對手                                | 勝方比分       |
| ---- | ---- | -------------- | -------- | ----------------- | --------------------------------------- | -------------- |
| 1.   | 1999 | 俄羅斯莫斯科   | 地毯     | 安德烈·梅德維傑夫 | 賈斯汀·吉梅爾斯托布 丹尼爾·瓦塞克       | 6–2、6–1       |
| 2.   | 2001 | 俄羅斯聖彼得堡 | 室內硬地 | 伊拉克利·拉巴澤   | 丹尼斯·戈洛瓦诺夫 耶夫格尼·卡費爾尼科夫 | 7–5、6–4       |
| 3.   | 2002 | 俄羅斯聖彼得堡 | 室內硬地 | 伊拉克利·拉巴澤   | 大衛·艾丹斯 贾里德·帕尔默               | 7–68、6–3      |
| 4.   | 2005 | 德國哈雷       | 草地     | 約阿希姆·約翰松   | 伊夫··阿勒格羅 羅傑·费德勒              | 7–5、66–7、6–3 |

### 團體

#### 戴维斯杯
除了職業賽事外，沙芬曾代表俄羅斯參加戴维斯杯，更在2002年和2006年協助俄羅斯在戴维斯杯奪得冠軍。
- 2002年決賽勝法國3:2
- 2006年決賽勝阿根廷3:2
- 按：台維斯盃是一年一度男子網球的世界團體錦標賽，是國際網球比賽中最高水平的團體賽。

## 單打戰績表
指引：
| W | F | SF | QF | #R | RR | LQ (Q#) | A | P | Z# | PO | SF-B | F-S | G | NMS | NH | NQ |

W：冠軍；F：亞軍；SF：四強；QF：八強；#R：前四輪；RR：小組賽；LQ：止步資格賽；A：缺席；P：比赛延期；Z#：戴维斯杯/联合会杯组别赛（#表示级别）；PO：參與戴維斯盃/联合会杯附加赛；SF-B：奧運會銅牌；F-S：奧運會銀牌；G：奧運會金牌；NMS：非ATP1000大師賽系列；NH：該賽事本年度未舉行；NQ：未入圍。
| 比賽              | 1996   | 1997   | 1998   | 1999   | 2000   | 2001   | 2002   | 2003   | 2004   | 2005         | 2006         | 2007         | 2008         | 2009     | 參賽紀錄 | 勝敗    |
| ----------------- | ------ | ------ | ------ | ------ | ------ | ------ | ------ | ------ | ------ | ------------ | ------------ | ------------ | ------------ | -------- | -------- | ------- |
| 澳洲公開賽        | A      | A      | A      | 3R     | 1R     | 4R     | F      | 3R     | F      | W            | A            | 3R           | 2R           | 3R       | 1 / 10   | 31–8    |
| 法國公開賽        | A      | A      | 4R     | 4R     | QF     | 3R     | SF     | A      | 4R     | 4R           | 1R           | 2R           | 2R           | 2R       | 0 / 11   | 26–11   |
| 溫布頓            | A      | A      | 1R     | A      | 2R     | QF     | 2R     | A      | 1R     | 3R           | 2R           | 3R           | SF           | 1R       | 0 / 9    | 16–10   |
| 美國公開賽        | A      | A      | 4R     | 2R     | W      | SF     | 2R     | A      | 1R     | A            | 4R           | 2R           | 2R           | 1R       | 1 / 10   | 22–9    |
| 大滿貫總成績      | 0 / 0  | 0 / 0  | 0 / 3  | 0 / 3  | 1 / 4  | 0 / 4  | 0 / 4  | 0 / 1  | 0 / 4  | 1 / 3        | 0 / 3        | 0 / 4        | 0 / 4        | 0 / 4    | 2 / 40   | 93–35   |
| 大滿貫勝–負1      | 0–0    | 0–0    | 6–3    | 6–3    | 12–3   | 14–4   | 13–4   | 2–1    | 9–4    | 12–2         | 4–3          | 6–4          | 8–4          | 3–4      |          | 95–38   |
| 網球大師盃        | A      | A      | A      | A      | SF     | A      | RR     | A      | SF     | A            | A            | A            | A            | A        | 0 / 3    | 4–7     |
| ATP大師1000賽1    |        |        |        |        |        |        |        |        |        |              |              |              |              |          |          |         |
| 印地安泉          | A      | A      | A      | 3R     | 2R     | 1R     | 3R     | 3R     | 3R     | 3R           | 4R           | 2R           | 1R           | 3R       | 0 / 10   | 13–11   |
| 邁阿密            | A      | A      | A      | 4R     | 2R     | 2R     | QF     | 2R     | 2R     | 3R           | 1R           | 2R           | 1R           | 3R       | 0 / 10   | 17–11   |
| 蒙地卡羅          | A      | A      | A      | 1R     | 1R     | 1R     | QF     | A      | SF     | 3R           | 1R           | 2R           | 2R           | 2R       | 0 / 9    | 11–9    |
| 羅馬              | A      | A      | A      | 2R     | 2R     | 2R     | 2R     | A      | 3R     | 2R           | 2R           | 2R           | 1R           | 1R       | 0 / 9    | 9–10    |
| 馬德里 (斯圖加特) | A      | A      | A      | 2R     | 3R     | 2R     | 2R     | 1R     | W      | A            | QF           | 1R           | A            | 1R       | 1 / 9    | 10–8    |
| 加拿大            | A      | A      | A      | A      | W      | 1R     | QF     | A      | 1R     | A            | 1R           | 2R           | 2R           | 1R       | 1 / 8    | 11–7    |
| 辛辛那提          | A      | A      | A      | 1R     | 3R     | 1R     | 1R     | A      | QF     | QF           | 1R           | 1R           | 1R           | 2R       | 0 / 10   | 9–10    |
| 上海              | 未舉行 | 未舉行 | 未舉行 | 未舉行 | 未舉行 | 未舉行 | 未舉行 | 未舉行 | 未舉行 | 非大師賽系列 | 非大師賽系列 | 非大師賽系列 | 非大師賽系列 | 2R       | 0 / 1    | 1–1     |
| 巴黎              | A      | A      | A      | F      | W      | 3R     | W      | A      | W      | A            | QF           | A            | 1R           | 2R       | 3 / 8    | 24–5    |
| 漢堡              | A      | A      | A      | 2R     | F      | 2R     | F      | A      | 3R     | 2R           | 1R           | 2R           | 3R           | 非大師賽 | 0 / 9    | 19–9    |
| 冠軍數量          | 0      | 0      | 0      | 1      | 7      | 2      | 1      | 0      | 3      | 1            | 0            | 0            | 0            | 0        | 15       | N/A     |
| 總場地勝–負       | 0–0    | 0–1    | 17–18  | 39–32  | 73–27  | 45–27  | 56–26  | 12–11  | 52–23  | 27–11        | 35–25        | 23–20        | 24–24        | 18–22    |          | 422–267 |
| 年終排名          | 445    | 194    | 49     | 23     | 2      | 11     | 3      | 77     | 4      | 12           | 26           | 56           | 29           | 61       |          | N/A     |

## 9週ATP單打世界排名第一
| 球王任期                       | 前任球王 | 繼任球王 | 連續週數 | 累積週數 |
| ------------------------------ | -------- | -------- | -------- | -------- |
| 2000年11月20日 - 2000年12月3日 | 山普拉斯 | 庫爾滕   | 2週      | 2週      |
| 2001年1月29日 - 2001年2月25日  | 库尔滕   | 库尔滕   | 4週      | 6週      |
| 2001年4月2日 - 2001年4月22日   | 库尔滕   | 库尔滕   | 3週      | 9週      |

## 外部連結
- 官方网站
- 马拉特·萨芬（英文/西班牙文）的官方資料
- 马拉特·萨芬的國際網球總會 職業／青少年 官方資料（英文）
- 马拉特·萨芬的官方資料（英文）